# Seelenvögel
Seelenvögel ist ein Dokumentarfilm von Thomas Riedelsheimer. Er handelt von drei an Leukämie erkrankten Kindern, die sich mit dem Thema „Tod“ auseinandersetzen. Die Premiere fand am 28. Juni 2009 beim Filmfest München statt, bundesweiter Kinostart war am 5. November 2009. Der Titel lehnt sich vermutlich an die Vorstellung von einer nach dem Tod in Gestalt einer Taube beim Gestorbenen als Seelenvogel klagende Seele an.

## Inhalt
Riedelsheimer begleitete die drei erkrankten Kinder Pauline (15), Richard (10) und Lenni (6) und zeigt, wie sie und ihre Freunde und Verwandten mit dem Thema Tod, insbesondere ihrem Tod, umgehen. Pauline verfasst viele Gedichte, um sich mit ihrer Situation auseinanderzusetzen. Richard ist über seine Krankheit bestens aufgeklärt und der kleine Lenni zaubert jedem Mitmenschen ein Lächeln aufs Gesicht.

## Musik
Für die Filmmusik engagierte Riedelsheimer vier Nachwuchskomponisten, die alle mehrfache Preisträger des Bundeswettbewerbs Jugend komponiert sind. Produziert wurde die Musik von Winfried Grabe, welcher der Vater des erkrankten Lenni ist.

## Kritik
„Im Herzen dieses Films ist Stille, Frieden und eine große Schönheit. Thomas Riedelsheimer lässt uns in seinem tief bewegenden Dokumentarfilm an einer Erfahrung teilhaben, für die die meisten von uns keine Begriffe haben. Ein Geschenk! “
Vancouver International Film Festival
„Man erlebt sie, diese Kinder bei ihren Familien, allesamt wunderbare Menschen. Und man erfährt, was auch die ganz Alten, lebenssatten, nur ganz selten so hinbekommen wie diese, die so gern weiterleben möchten: Eine tiefe Erkenntnis über das Leben und den Tod, ein Wissen über die letzten Dinge.“
Süddeutsche Zeitung
„Eine poetische und bewegende Annäherung ... Es gibt hier kein Richtig oder Falsch, nur ein Hier und Jetzt. Der offensive Umgang mit dem Tod, der seinen Schrecken verliert, verleiht Trost, die bewundernswerte Kraft und Energie von Pauline, Richard und Lenni schenken dem Zuschauer ein Stück Mut.“
Blickpunkt Film

## Auszeichnungen
Der Film von Thomas Riedelsheimer wurde bei den Biberacher Filmfestspielen mit dem „Dokubiber“ und 2010 von der Arbeitsgemeinschaft Kino – Gilde deutscher Filmkunsttheater mit dem Gilde-Filmpreis als bester Dokumentarfilm ausgezeichnet. 2013 folgte der Grimme-Preis in der Kategorie „Information und Kultur“.